# Blanker Teich (Jüterbog)
Der Blanke Teich ist ein rund drei Hektar großes Gewässer auf der Gemarkung der Stadt Jüterbog im Landkreis Teltow-Fläming im Land Brandenburg.

## Lage und Nutzung
Das Gewässer liegt südwestlich der historischen Altstadt und dort nördlich des Wohnplatzes Damm. Westlich führt die Dennewitzer Straße in südwestlicher Richtung aus den Ort. Nördlich grenzt die Teichstraße, westlich die Straße An der Badeanstalt und südlich die Straße An der Tränke an. Südlich dieser Strecke verläuft der Jüterboger Graben, ein Meliorationsgraben, der dort mit einem Wehr aufgestaut wird in weiter in östlicher Richtung abfließt. Im Westen befindet sich ein Freibad, südlich ein Stellplatz für Wohnmobile. Das Gewässer wird für den Angelsport genutzt. Ein rund elf Kilometer langer Rundwanderweg der Stadt, der Spitzbubenweg führt am See vorbei. Er beinhaltet an vier markanten Punkten je einen Aussichtspunkt. Einer hiervon, der Blanke Blick, liegt am namensgebenden Gewässer.
Die Stadt Jüterbog bewertet in einem Standortentwicklungskonzept für die Sport- und Freizeitagglomeration im Bereich des Blanken Teiches insbesondere den Schilfgürtel im westlichen Bereich wie auch die teilweise über 50 Jahre alten Bäume entlang der Dennewitzer Straße als besonders erhaltenswert. Das Konzept empfiehlt, den westlichen Bereich unter touristischen Gesichtspunkten zu entwickeln. Denkbar wäre, einfach Übernachtungsmöglichkeiten in Caravans oder Zelten anzubieten.